# Stifterův památník
Stifterův památník se nachází nad severozápadním břehem Plešného jezera na Šumavě v Jihočeském kraji v Česku. Stojí v nadmořské výšce 1311 m vysoko na boční skalní stěně karu pod vrcholem Plechého. Byl postaven v letech 1876–1877 ve tvaru štíhlého 14,5 m vysokého obelisku z kvádrů, zhotovených z místní tzv. pleckensteinské žuly.
Připomíná známého básníka Šumavy Adalberta Stiftera. Ze skalní plošiny před pomníkem je úchvatný pohled na jezero.

## Architekt a stavitelé
Pomník navrhl vídeňský architekt, rytíř Heinrich Ferstel, shodně se svým projektem Stifterova náhrobku na hřbitově sv. Barbory v Linci, ale v monumentálním měřítku 1 : 15. Stavěl jej kameník Adolf Paleczek z Jeleních Vrchů (15. dubna 1837 – 14. srpna 1910 ve Vyšném) se čtyřmi pomocníky:
- Johann Saumer (26. října 1838 Jelení Vrchy – 4. března 1906 Pine City, Minnesota)
- Franz Saumer (30. března 1856 Jelení Vrchy – 30. března 1937 tamtéž)
- Josef Schröderer (10. března 1853 Jelení Vrchy – 12. července 1934 Chicago)
- Franz Stiny (5. srpna 1852 Jelení Vrchy – 16. srpna 1923 tamtéž).

## Historie
První iniciativa k postavení pomníku Adalberta Stiftera vzešla od jeho přítele, ředitele měšťanských škol ve Vídni a předsedy spolku rodáků ze Šumavy, žijících v Rakousku, Jordana Kajetána Markuse. Nejprve se uvažovalo o vytesání desky s citátem ze Stifterových spisů přímo na jezerní stěně, ale stěna je převislá a postavení tak vysokého lešení v tehdejší době bylo neproveditelné a nákladné. Proto bylo rozhodnuto vytesat přímo do skály jen písmena básníkova jména, která budou pozlacena.
15. července 1869 podal Markus žádost o povolení stavby tehdejšímu majiteli českokrumlovského panství a lesů v oblasti Plešného jezera, Janu Adolfu ze Schwarzenbergu. Kníže souhlasil a přikázal vyplatit příspěvek ve výši dvaceti zlatých. S tím však nesouhlasil syn knížete, dědičný princ Adolf Josef, který trval na integritě lesa a přírody a nechtěl povolit jakýkoliv zásah.
Teprve 30. srpna 1869 byla ukončena jednání a vypadalo to, že se může s budováním nápisu začít. Přesto se do roku 1875 nedělo nic. Nakonec spolek souhlasil s doporučením básníkova přítele sochaře Jana Rinta, který od myšlenky pořízení tesaného nápisu zrazoval. Rozhodl vztyčit na vrchol skalní stěny klasicistní typ pomníku v podobě obelisku, tedy jehlanu. Návrh k němu vypracoval slavný vídeňský architekt Jindřich rytíř von Ferstel. Finance byly z větší části shromážděny z veřejné sbírky, další částkou přispěl průmyslník a obchodník s dřívím Vojtěch Lanna mladší.
Markus pak pověřil zednického mistra Wagnera z Frymburka, aby vyhledal vhodného kameníka a uzavřel s ním příslušnou smlouvu. Wagner oslovil knížecího hajného a kameníka Adolfa Paleczka z Jeleních vrchů, avšak ten požadoval za práci příliš mnoho, proto byli osloveni další kameníci. Lepší nabídku od nich Markus nezískal, nakonec tedy přijal požadavek Paleczkův.
14. června 1875 Markus znovu oznámil knížeti Adolfu Josefovi, že podle povolení vládnoucího knížete se stavbou začne v červnu a skončí v srpnu. Kníže Adolf Josef však o změně umístění památníku nebyl informován a opět se stavbou nesouhlasil. Obával se, že by stavba znamenala vážný zásah do života okolního lesa. Markus opětovně vysvětloval, že stavba pomníku nemůže lesu uškodit, protože „...beztoho jsou ve všech okolních porostech spousty vyvrácených a dosud neodklizených kmenů z polomů v minulých letech“.
Markus usoudil, že ani nyní ke stavbě pomníku nedojde, ustoupil od původního plánu a smířil se s tím, že pomník nebude stát na vrcholu jezerní stěny na místě, kde pobýval básník nejraději.
Členové spolku začali hledat pro pomník jiné vhodné místo. Jako nejvhodnější označili místo v blízkosti tzv. Hochwiese jižně od jezerní stěny na hranicích mezi Čechami a Rakouskem, kde je skála nazývaná Věž a odkud se nabízí krásný výhled do Čech, Rakouska i Bavorska. Na rakouské straně však nebylo k dispozici dřevo na stavbu lešení, proto Markus žádal mladého knížete o poskytnutí dřeva z knížecích lesů. Nakonec mu bylo vyhověno a po dalších dlouhých jednáních se podařilo získat souhlas Adolfa Josefa se stavbou na původním místě nad jezerem.
Na konci května 1876 se Adolf Paleczek a další čtyři zruční a zdatní dělnici z Jeleních Vrchů vydali starou jezerní cestou ke skalnímu výčnělku Plechého. Na dvoukolové káře si kromě potravin a přikrývek vezli jen primitivní nářadí, sestávající z dřevěných kladek a zvedáků, zapůjčených od správy grafitových dolů (dolů na těžbu tuhy) v Černé v Pošumaví a silných konopných lan, dlát, kamenických palic, klínů a seker.
Po třech hodinách došli k jezeru. Nejprve si postavili jednoduchý srub s otevřeným ohništěm uprostřed a s primitivními lůžky z mechu a chvojí kolem stěn. Další tři dny jim trvalo vynášení nářadí ke staveništi na vrchol stěny, kde zatlučený kůl označoval umístění pomníku. Na místě byl základový kámen v podobě vrcholku skály, ale další mnohatunový kámen museli získat z místa vzdáleného několik kilometrů. Přemístění tak velikého kamene v obtížném pralesním terénu nemělo v té době obdoby, práce jim trvala šestnáct dnů. První den s ním pomocí válečků na dřevěných kolejnicích pohnuli o pouhých padesát centimetrů. Na stanovišti ho museli otesat do krychle, základu celého monumentu. Ostatní kameny byly menší a z nejbližšího okolí, získávaly se jednodušeji, i když se i jejich váha počítala na metráky.
Pracovalo se od slunka do slunka a pomník začal pomalu vyrůstat. Každý z dělníků obdržel zlatku denně, což byl na tehdejší dobu slušný výdělek. Kameníci spali ve srubu, pro jídlo se vydávali sami každou sobotu do Jeleních Vrchů. Práci schwarzenberských kameníků si přijel až z Vídně prohlédnout sám architekt a byl nadmíru spokojen. Pomník byl hotov na podzim 1876.
V zimě musely být práce přerušeny a až zjara 1877 došlo na mohutné jehle k zacementování spár mezi jejími jednotlivými díly a k ozdobení stěn rytými nápisy a citáty ze Stifterových děl. Okolí pomníku s vyhlídkou bylo zabezpečeno dřevěným můstkem, který byl postupem času vyměněn za kovový. Pod ním kameníci vyryli asi deseticentimetrová počáteční písmena svých jmen.
26. srpna 1877 se konalo slavnostní odhalení památníku, kterého se zúčastnili četní hosté ze Šumavy, Českokrumlovska, z Horních Rakous i z Bavorska. V předvečer se konala slavnost v Horní Plané, odkud vyšel průvod ke Stifterovu rodnému domku. Pak byla krátká oslava, které se zúčastnil také básníkův bratr.
Druhý den vyrazila řada kočárů a povozů do Nové Pece, kde hosté vystoupili a vydali se strmou cestou pěšky k jezeru a poté dále k pomníku. Slavnostní řeč vedl otec myšlenky J. K. Markus, který symbolicky předal pomník do péče všech obyvatel Šumavy. Předtím tento dar odmítla obec Horní Planá, neboť se obávala budoucích nákladů na jeho údržbu.
Když začalo pršet, celá společnost se vrátila do Horní Plané a oslavy pokračovaly v místních hostincích. Markus vydal k této příležitosti životopisnou brožurku o Stifterovi. Na slavnosti ji prodával Markusův bratr, ale protože neměl k této činnosti příslušná povolení, byl na několik dní uvězněn.
Dlouho po slavnosti se kameníci vraceli do těchto míst za vzpomínkami. Dva se přestěhovali do Ameriky a ti, co zůstali, se každý rok vraceli a opravovali iniciály - černou barvou těch, kteří už nežili, a bílou barvou své.

## Přístup
K památníku vede od Plešného jezera přes vrchol Plechého žlutá turistická značka, kratší a strmější je pak neznačená zážitková cesta „Duch pralesa“ otevřená roku 2006.

## Další připomínky Adalberta Stiftera na Šumavě
- Památník Adalberta Stiftera v rodném domě v Horní Plané (s pamětní deskou)
- Bronzový pomník ve Stifterově parku v Horní Plané
- Pamětní deska Adalberta Stiftera ve Frymburku
- Památník Adalberta Stiftera u parkoviště Dreisessel (Třístoličník, SRN)[3]
- Stifterův smrk
- Stifterův buk

## Galerie obrázků

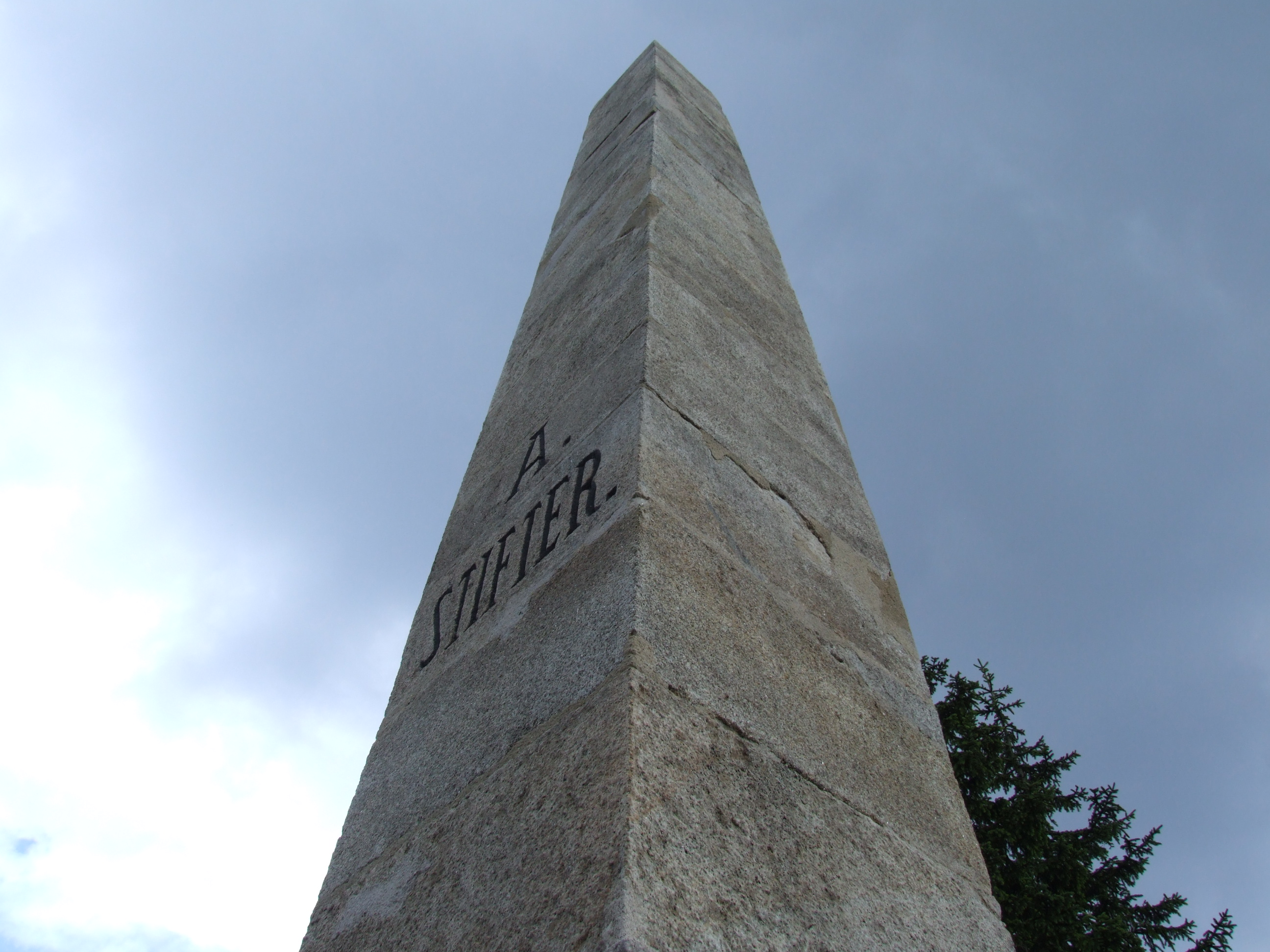
Pohled na jehlan
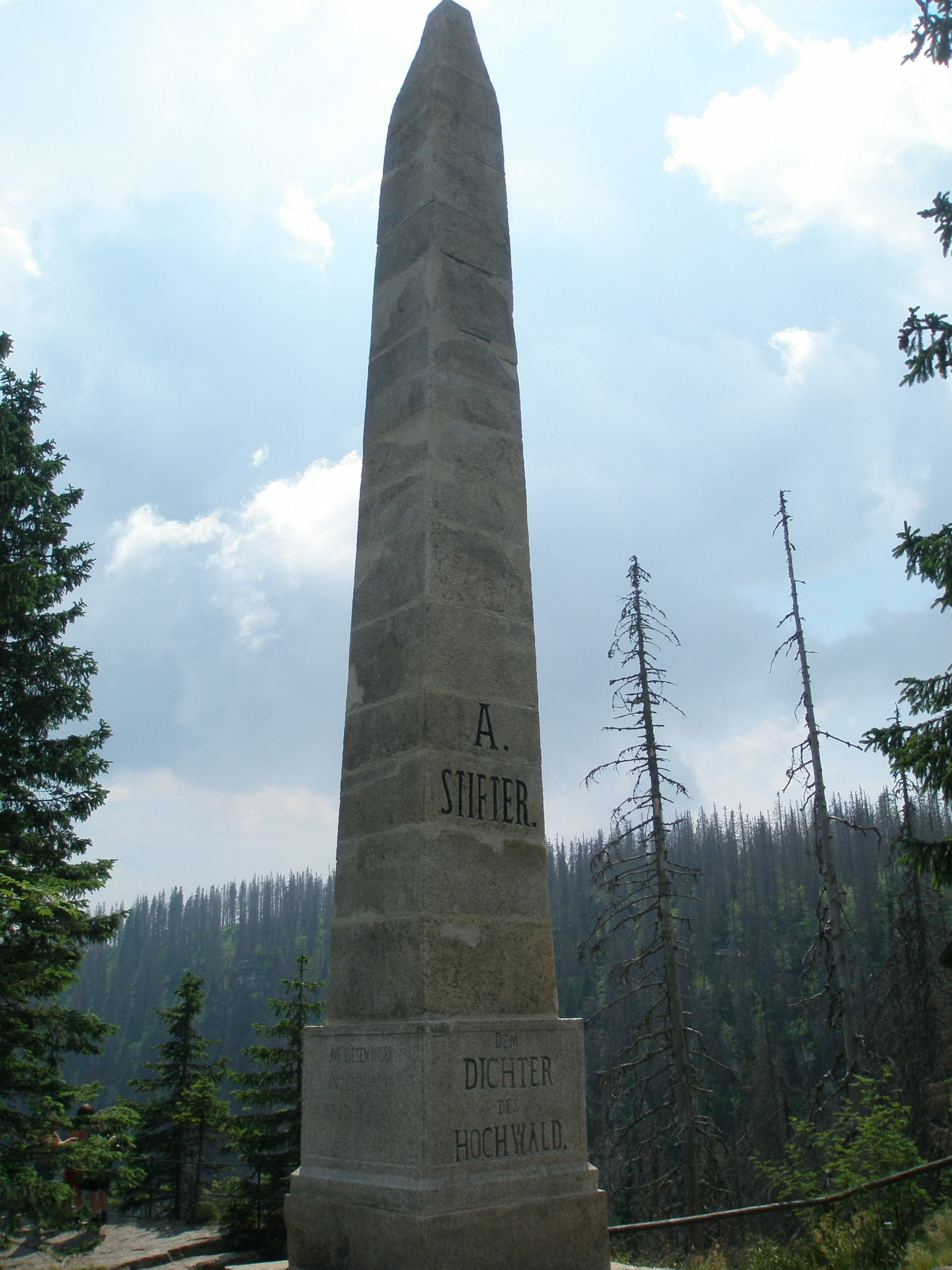
Stifterův pomník
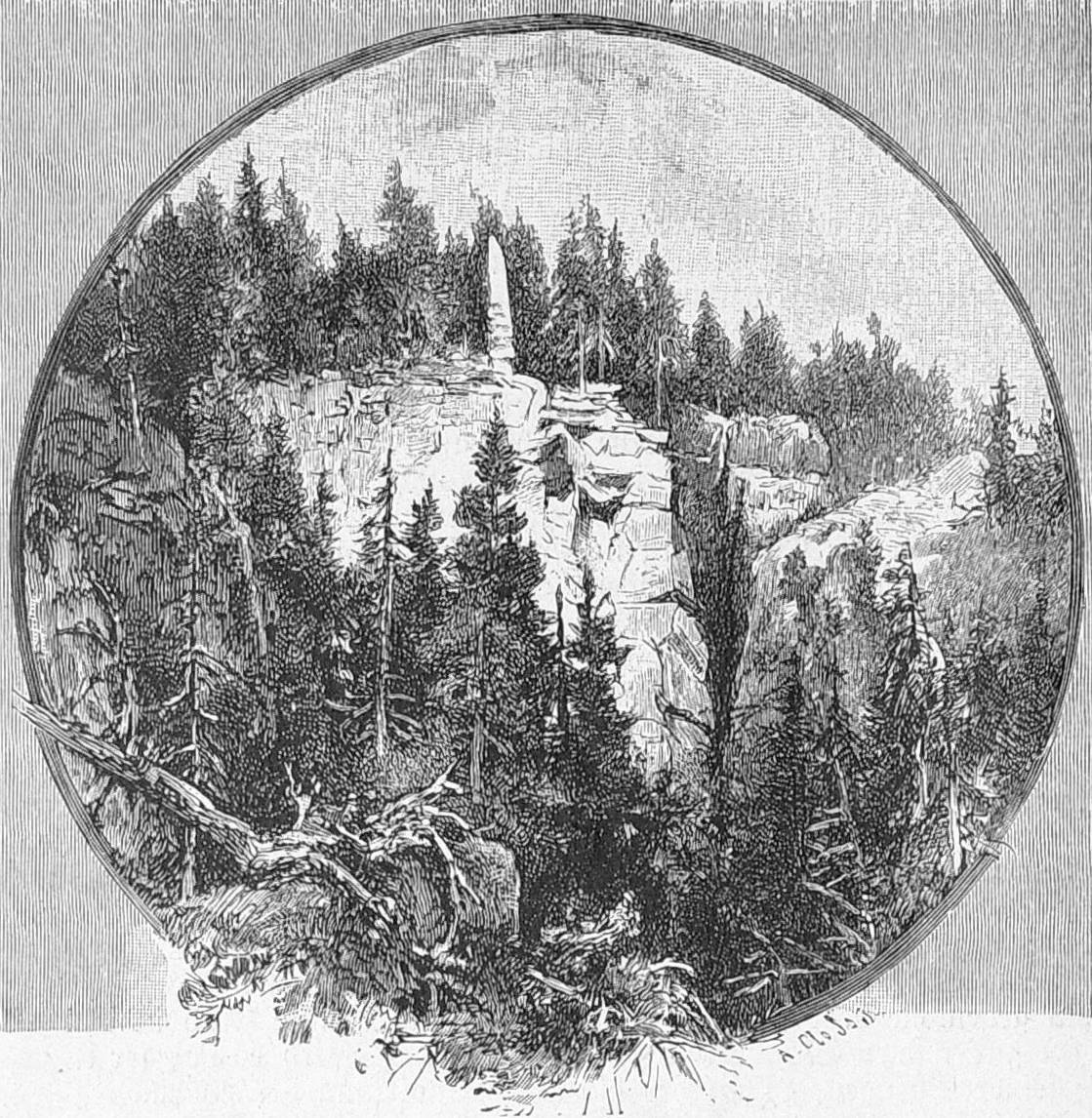
Historická fotografie
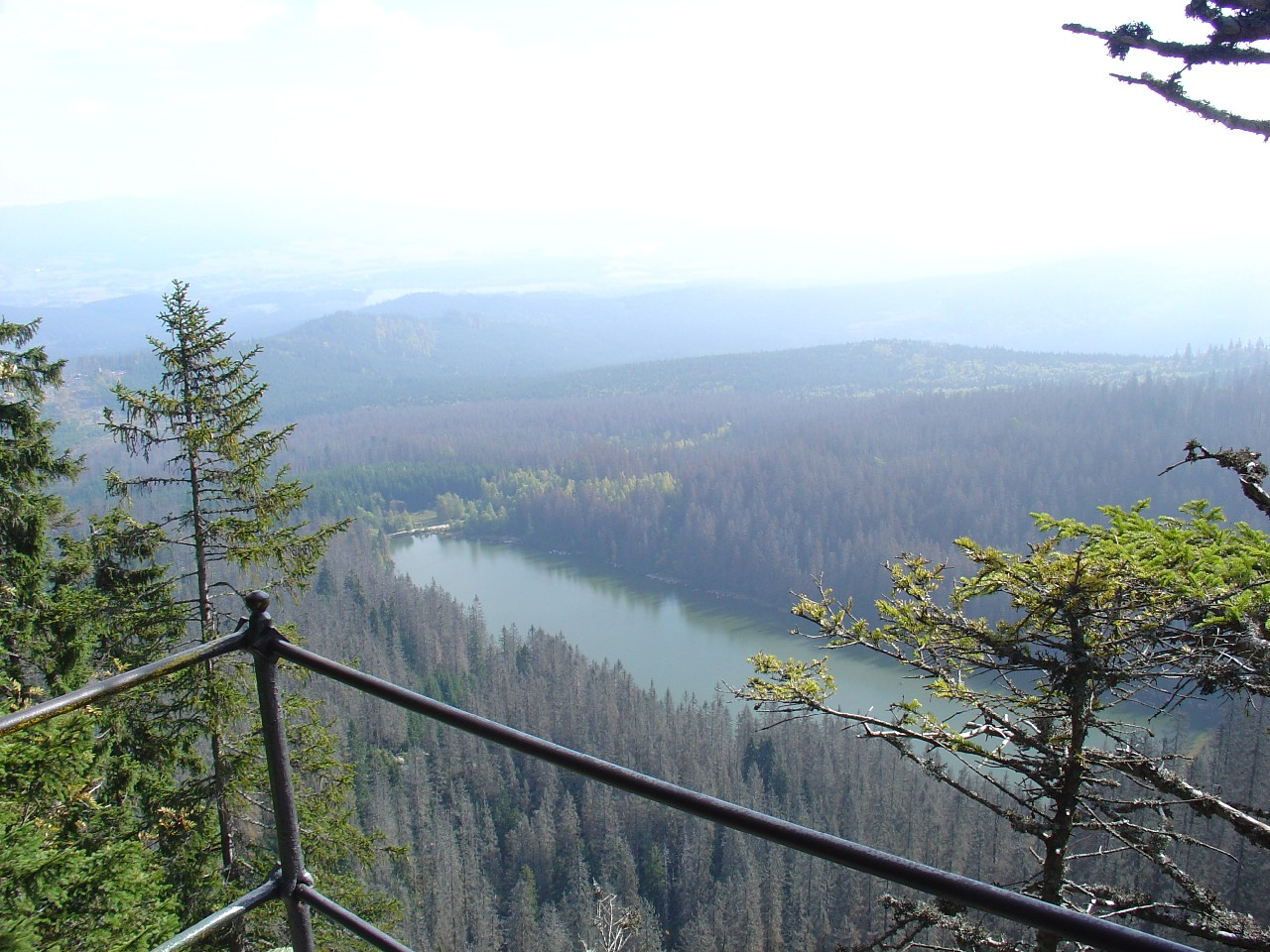
Pohled z vyhlídky na Plešné jezero
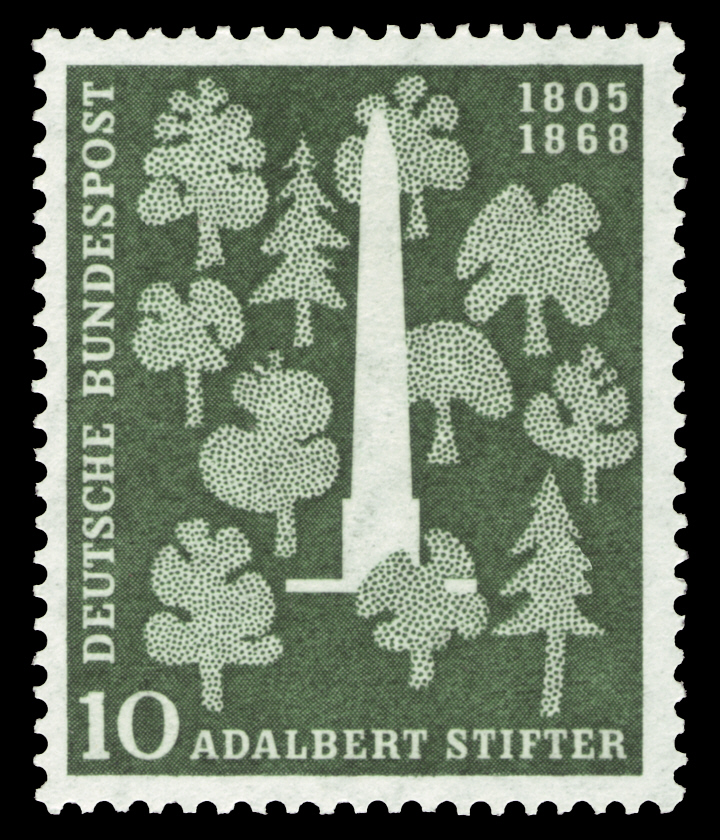
Známka s pomníkem
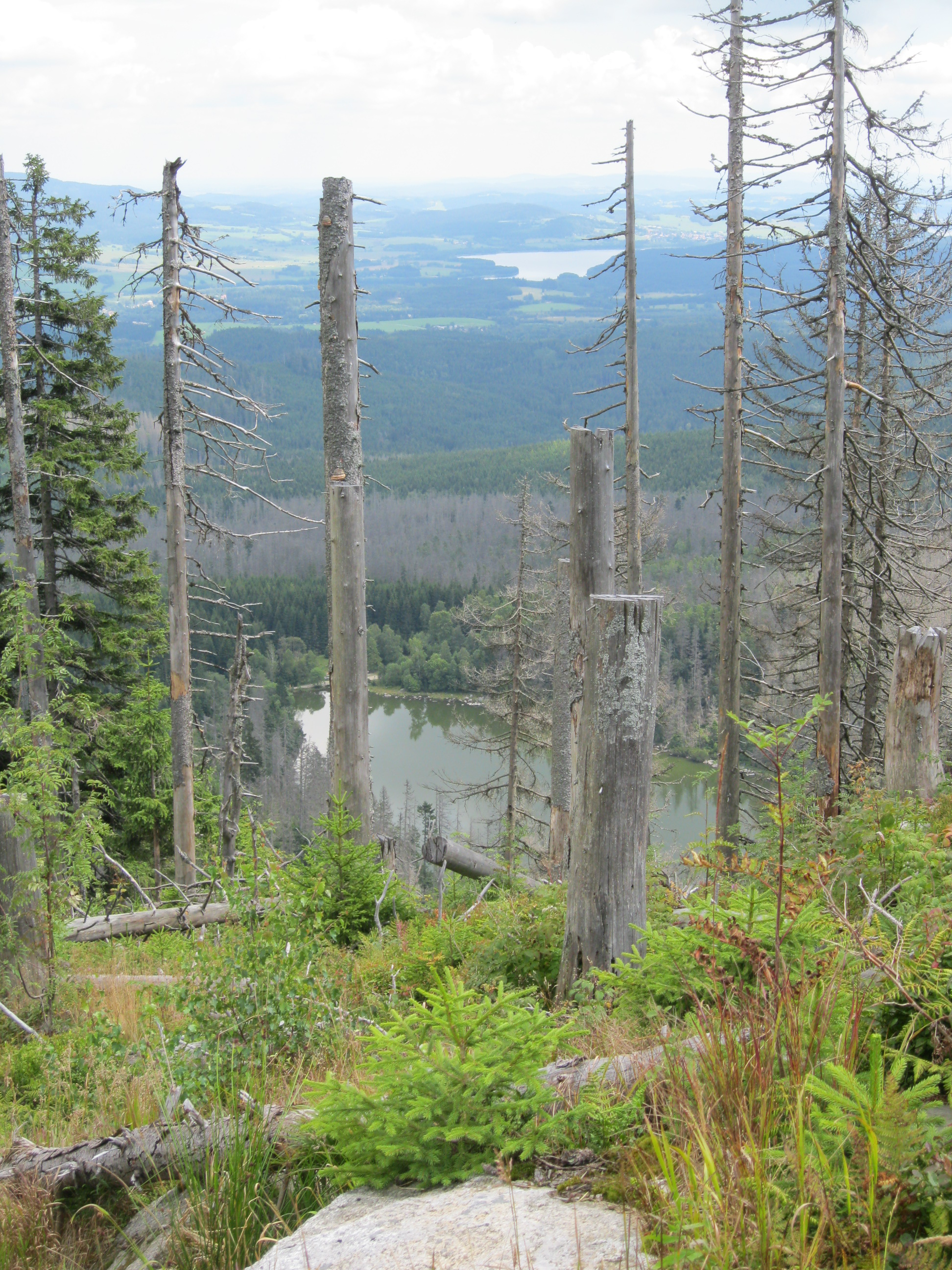
Výhled na Lipno